# Cự đà xanh
Cự đà xanh, rồng Nam Mỹ xanh hay đơn giản là cự đà (Iguana iguana) là một loài thằn lằn trong họ Cự đà. Loài này được Linnaeus mô tả khoa học đầu tiên năm 1758. Đây là loài bản địa của Trung, Nam Mỹ và vùng Caribbea. Chúng được nhập khẩu và nuôi làm thú nuôi độc lạ.

## Đặc điểm
Phạm vi phân bố cự đà xanh dao động trên một khu vực địa lý rộng lớn, từ miền nam Brazil và Paraguay xa về phía bắc tận Mexico và quần đảo Caribbean. Loài này rất phổ biến trên khắp Puerto Rico, nơi chúng được gọi là "Gallina de palo" và được coi là một loài xâm lấn được du nhập từ Nam Mỹ; ở Hoa Kỳ quần thể hoang dã tồn tại ở nam Florida (bao gồm Florida Keys), Hawaii, quần đảo Virgin thuộc Mỹ và thung lũng Rio Grande của Texas.
Là một loài động vật ăn thực vật, nó đã thích nghi đáng kể với các việc liên quan đến vận động và điều hòa áp suất thẩm thấu do kết quả của chế độ ăn uống của nó. Nó phát triển đến 1,5 m chiều dài từ đầu đến đuôi, mặc dù một vài mẫu vật có thể dài đến 2 m và cân nặng đến 9,1 kg.

## Hình ảnh

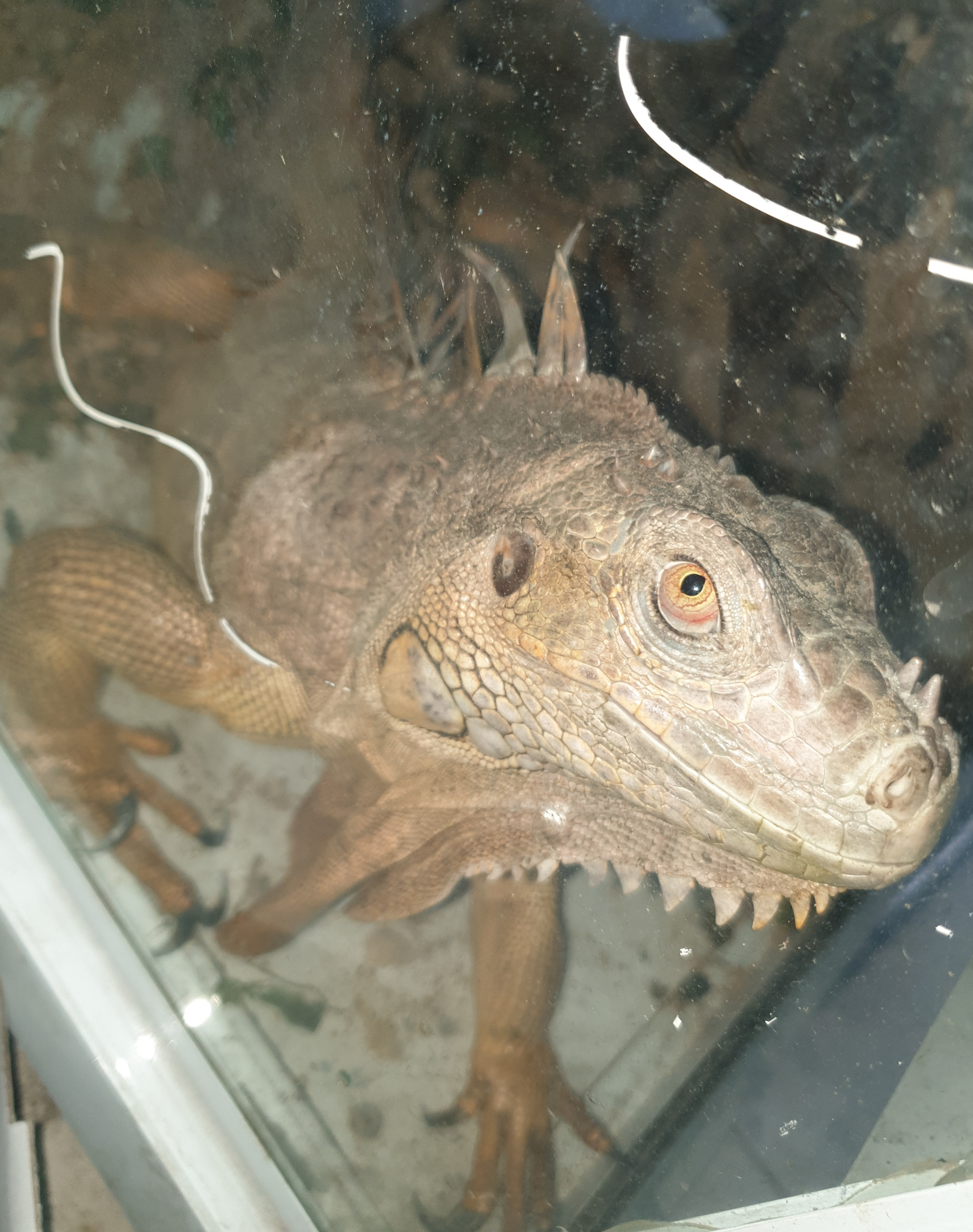
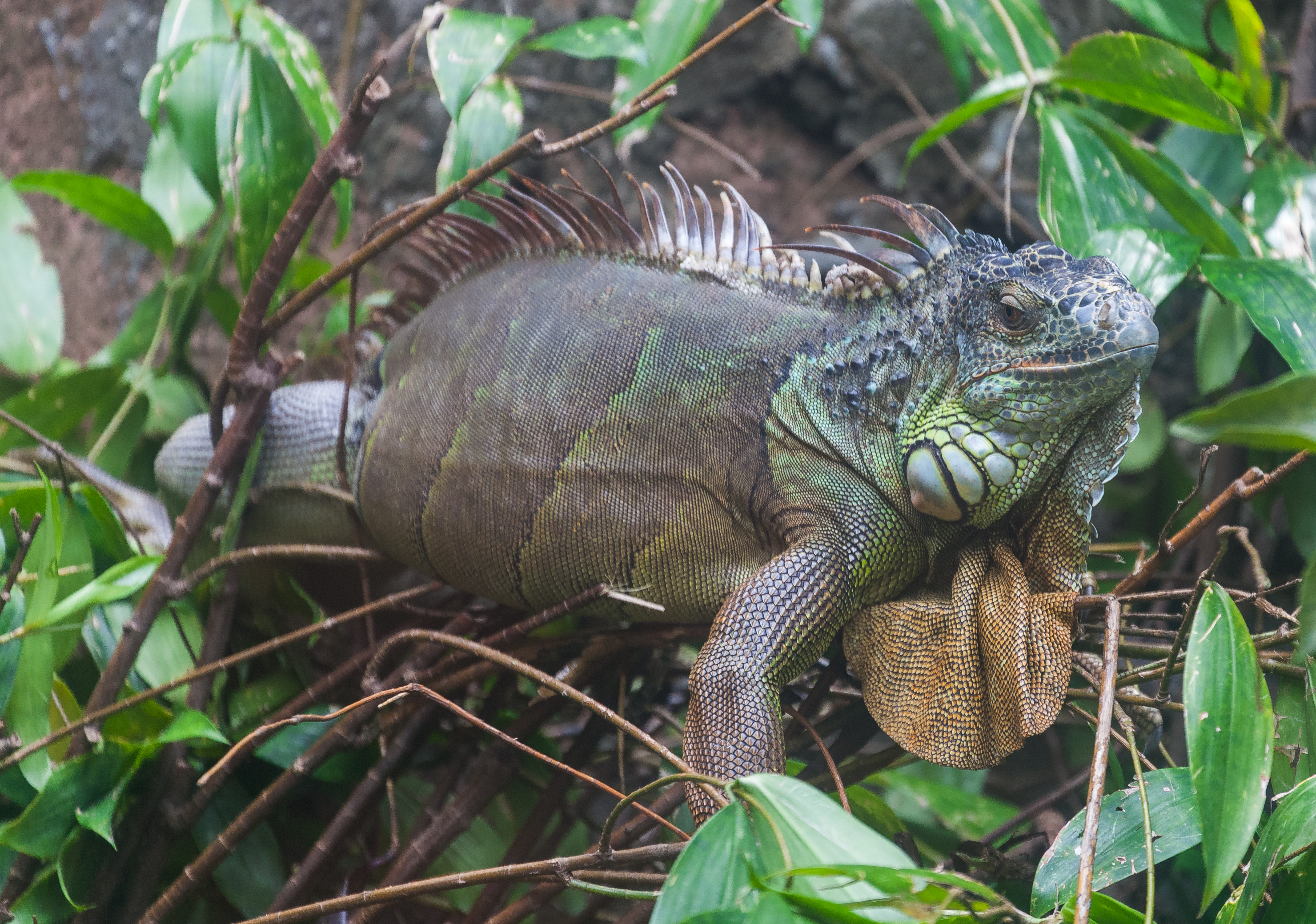
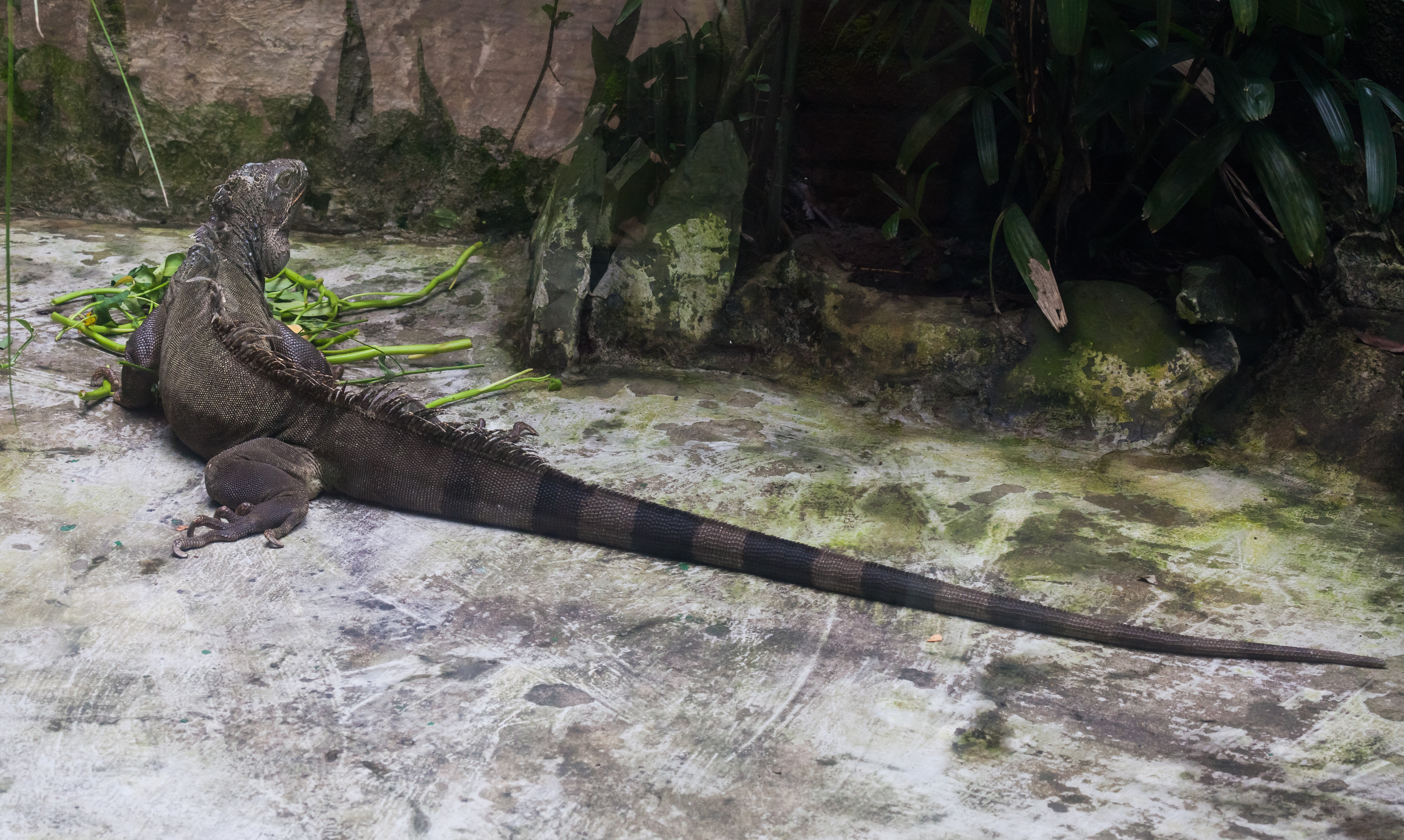
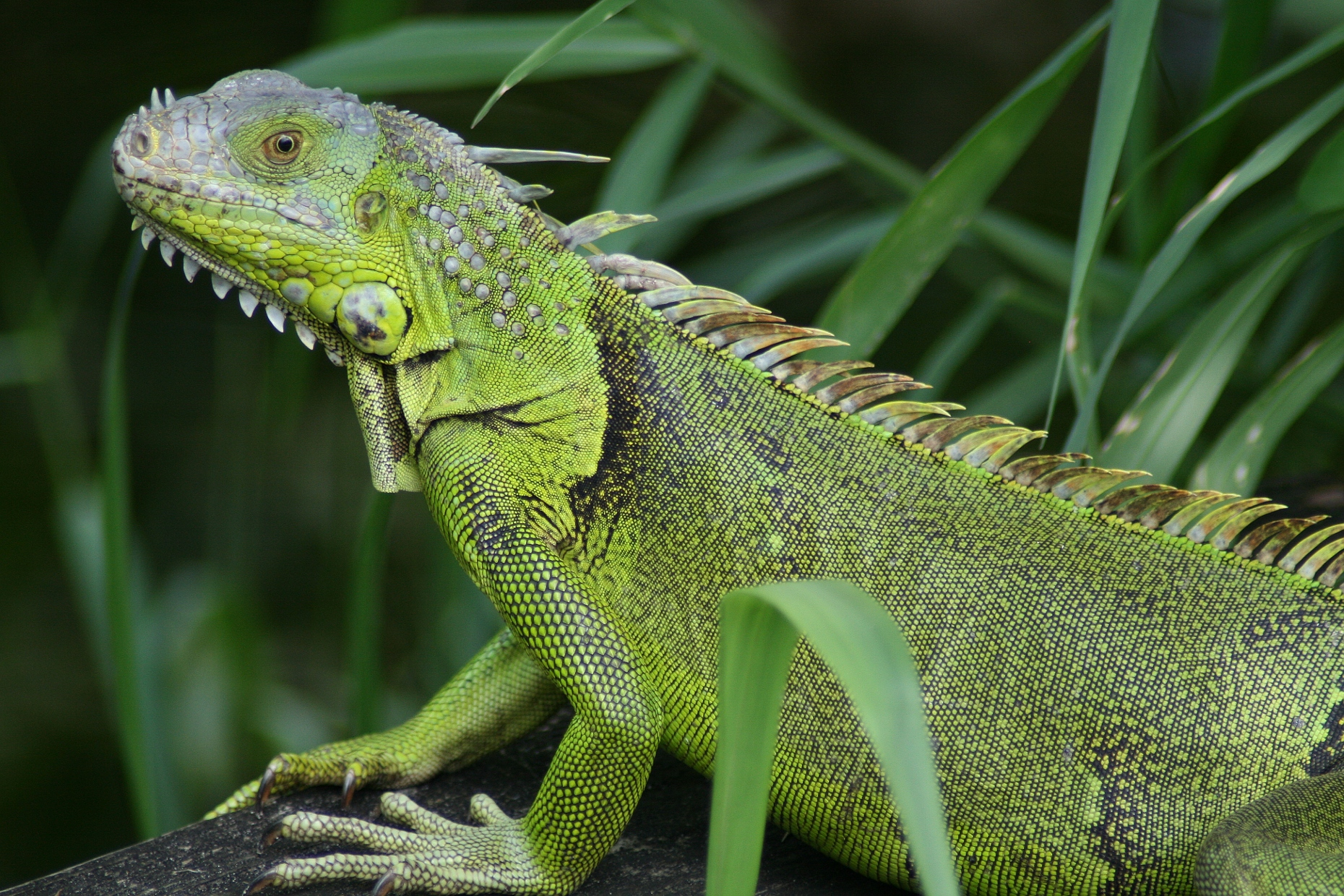
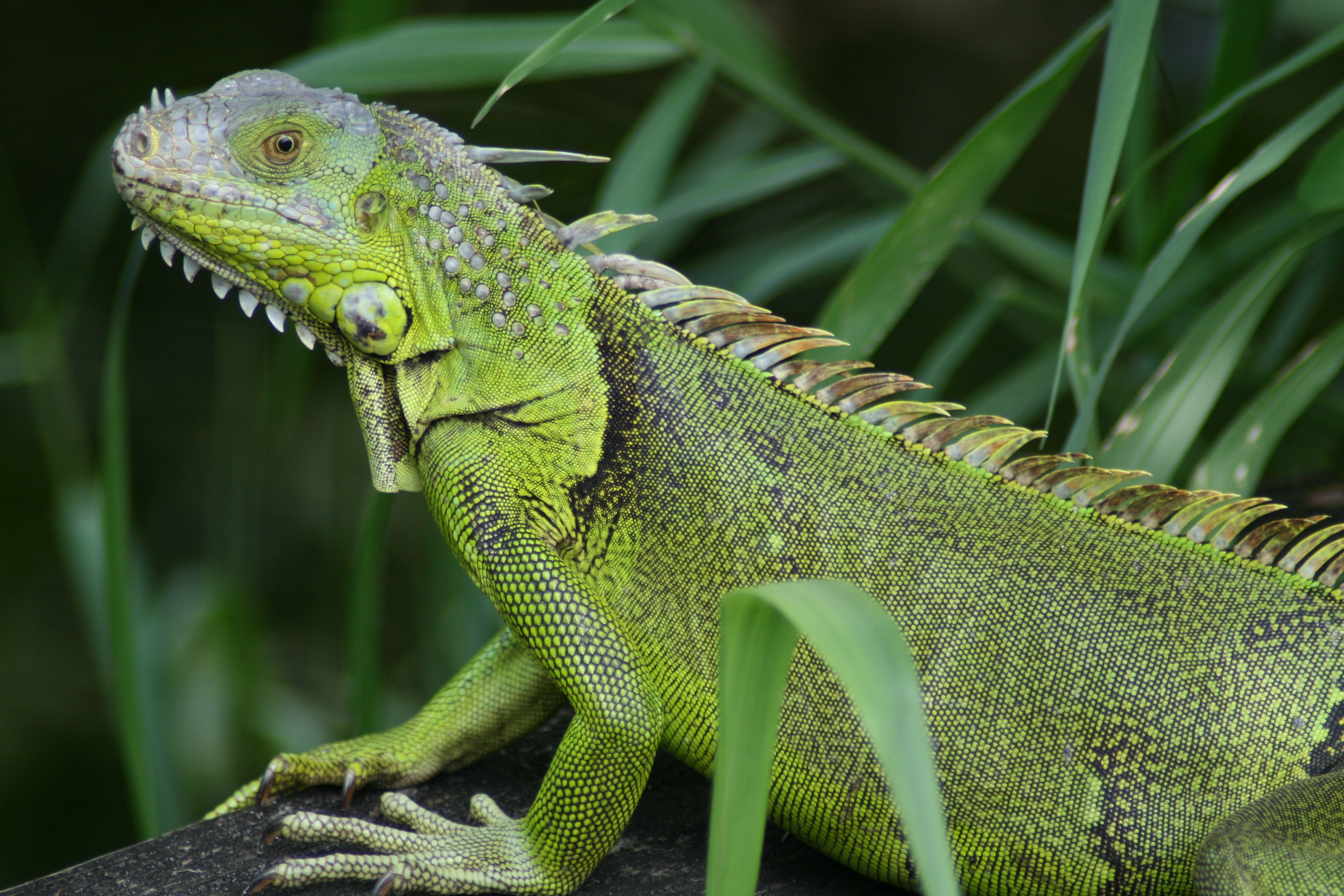
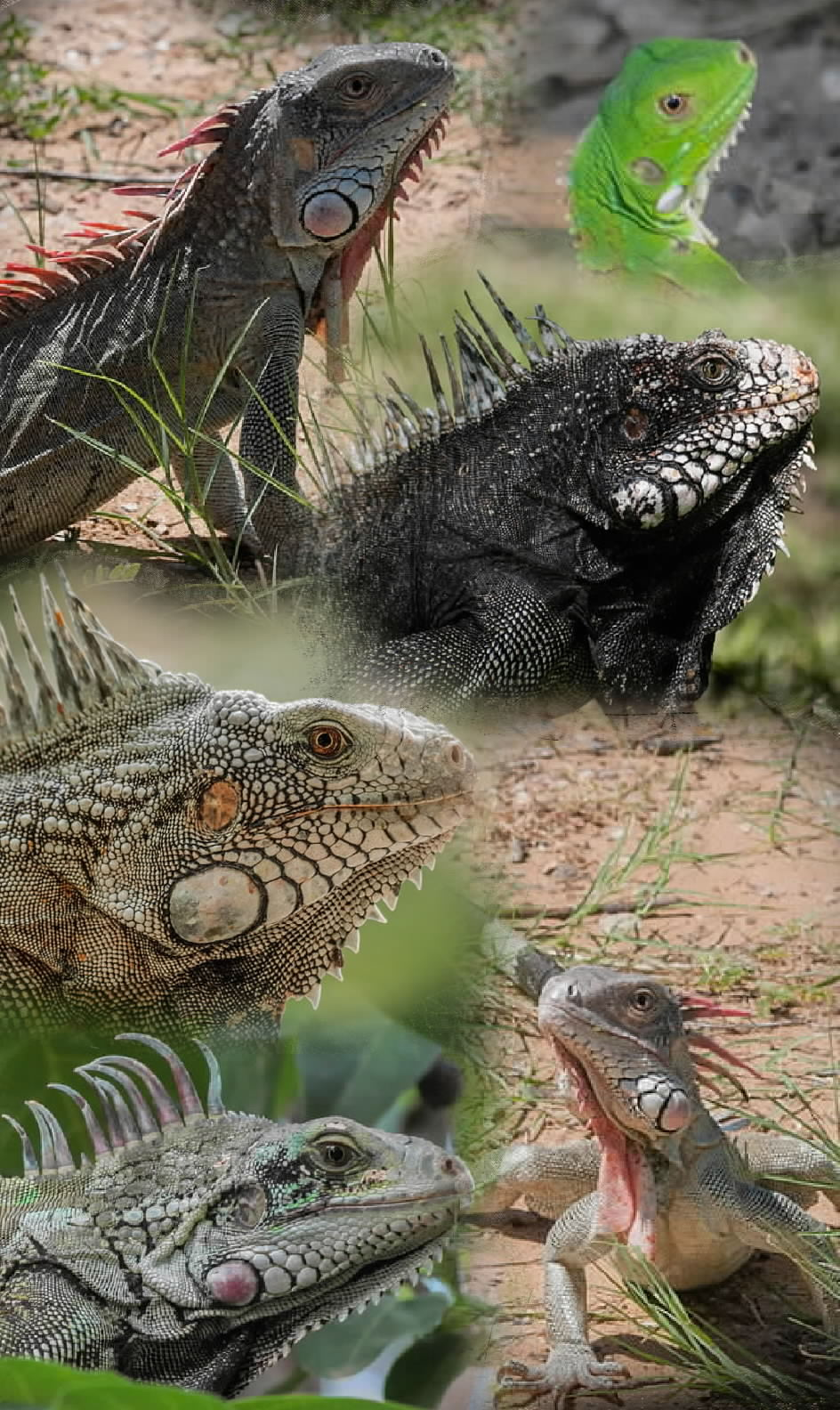
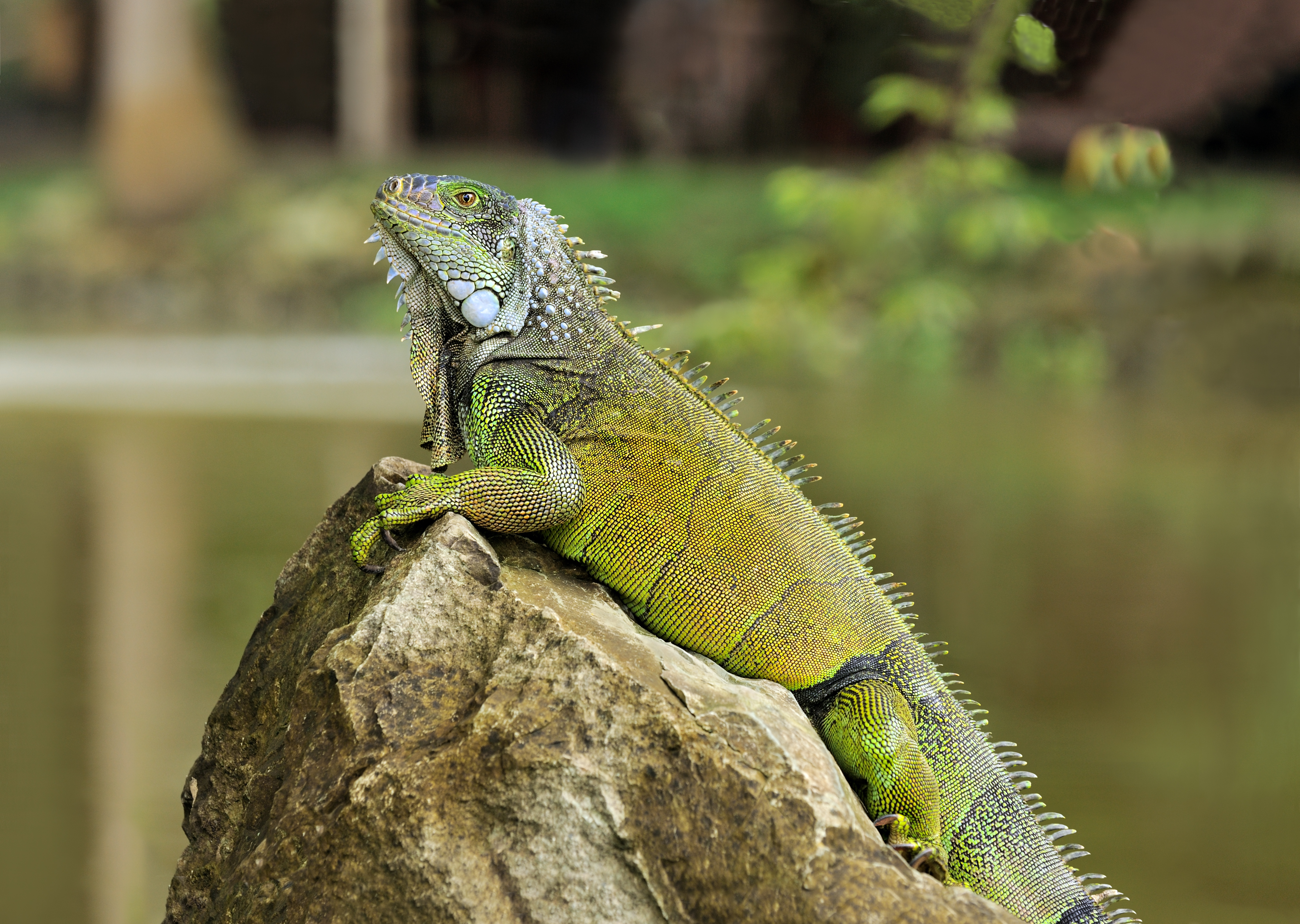
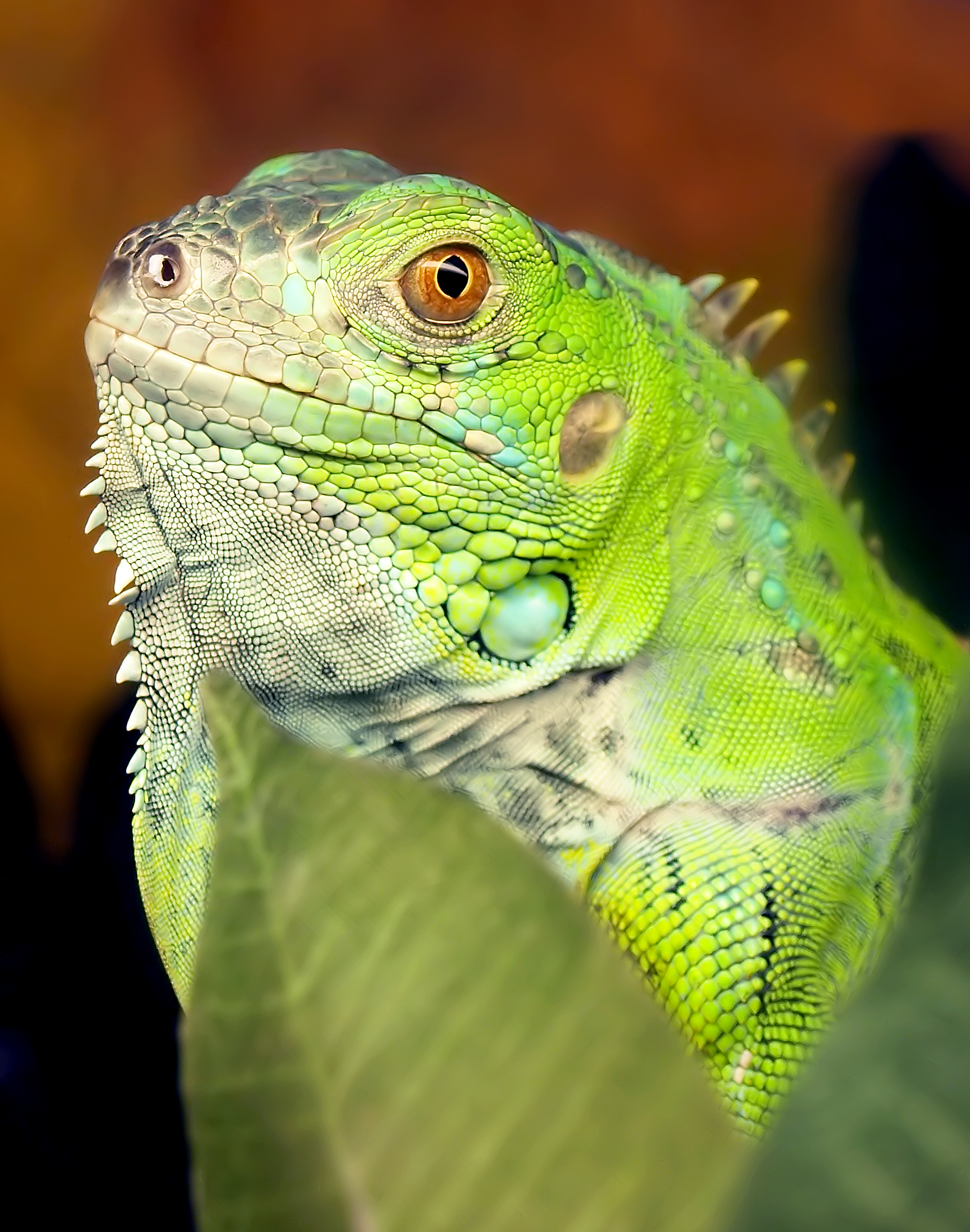
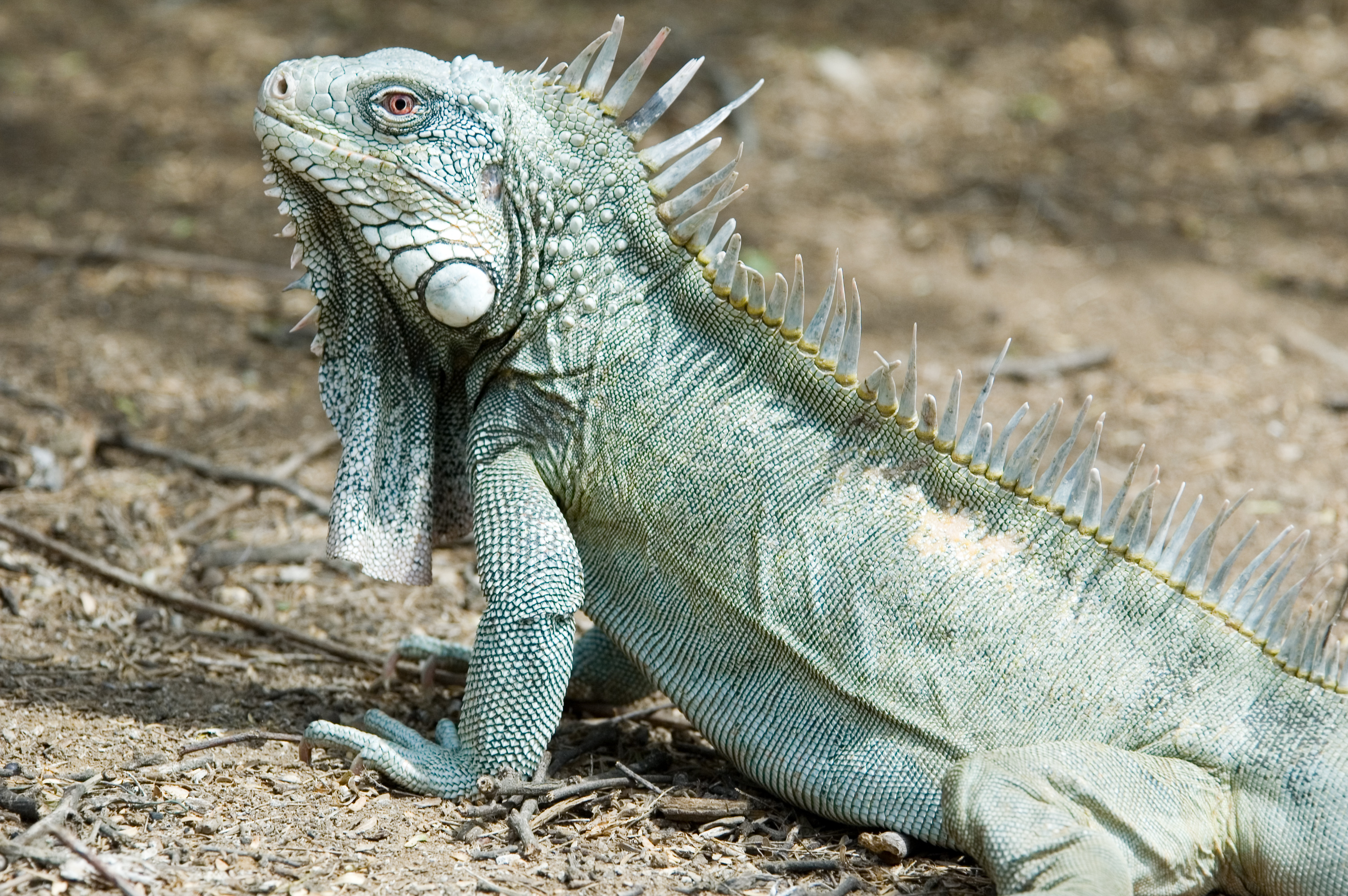
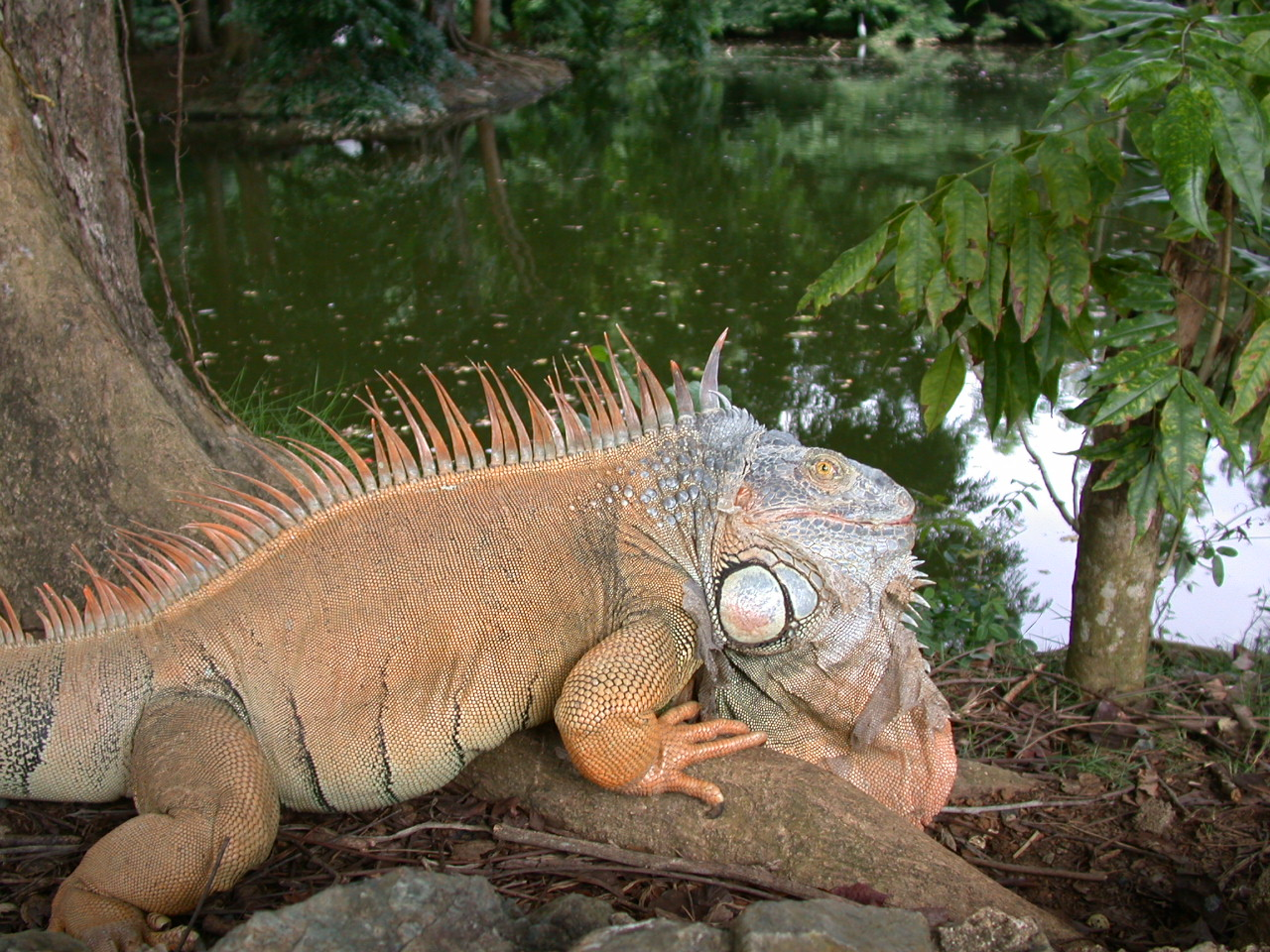
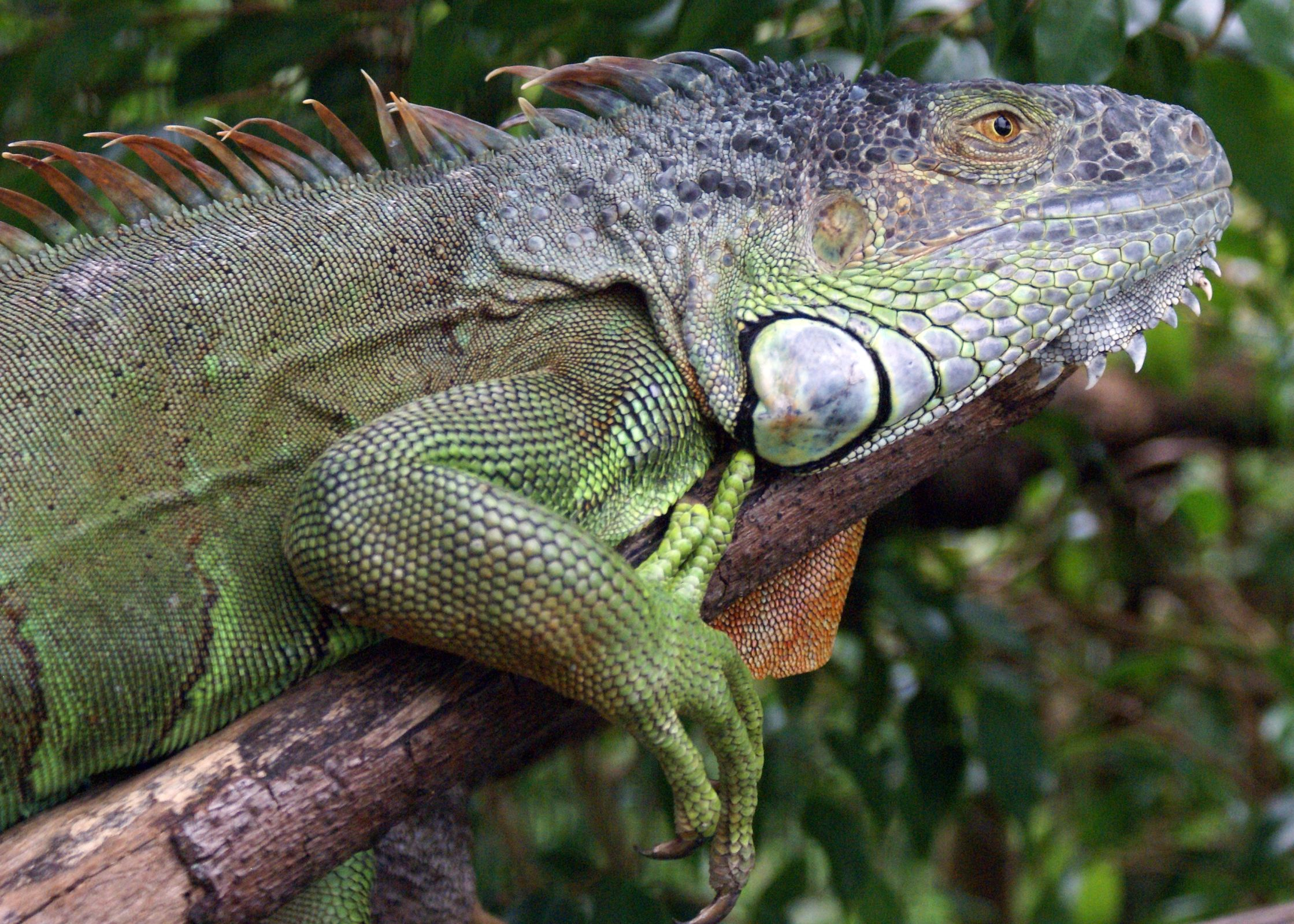